# Lonchophylla pattoni
Lonchophylla pattoni är en däggdjursart som 2006 beskrevs av N. Woodman och R. M. Timm. Arten ingår i släktet Lonchophylla, och fladdermusfamiljen bladnäsor.
Det hittills enda fyndet av arten gjordes i Reserva Cusco Amazónico, i Tambopata-provinsen i Peru.